# Pokrajina Livorno
Pokrajina Livorno (v italijanskem izvirniku Provincia di Livorno, izg. Provinča di Livorno) je ena od desetih pokrajin, ki sestavljajo italijansko deželo Toskana. Meji na severu in na vzhodu s pokrajino Pisa, na jugu s pokrajino Grosseto in na zahodu z Ligurskim ter Tirenskim morjem.

## Večje občine
Glavno mesto je Livorno, ostale večje občine so (podatki 2005):
| Mesto               | Prebivalcev |
| ------------------- | ----------- |
| Livorno             | 160.502     |
| Piombino            | 34.416      |
| Rosignano Marittimo | 31.841      |
| Cecina              | 27.554      |
| Collesalvetti       | 16.149      |
| Campiglia Marittima | 12.543      |
| Portoferraio        | 12.020      |

## Naravne zanimivosti
Obala pri kraju Vada je znana pod imenom Spiaggie bianche [spjadže bjanke], kar pomeni dobesedno Bele plaže. Dejansko je pesek na teh plažah popolnoma bele barve, kar privabi veliko število turistov, saj spominja na tropske plaže. V resnici ne gre za "tropsko" belino, pač pa za prozaično industrijsko onesnaženje. V bližini se namreč nahaja velika tovarna Solvay, ki danes proizvaja predvsem natrijev karbonat Na2CO3 in natrijev hidrogenkarbonat NaHCO3. Od ustanovitve tovarne leta 1914 so industrijski odpadki (90% fino zdrobljeni pečeni apnenec, 10% kalcijev klorid CaCl2) popolnoma pobelili peščeno obalo, ki je danes peta na seznamu najbolj onesnaženih predelov Sredozemlja (UNEP).
Seznam zaščitenih področij v pokrajini:
- Mednarodna ustanova za zaščito morskih sesalcev (Santuario per i mammiferi marini)
- Regijski park Montioni (Parco interprovinciale di Montioni)
- Krajinski park Monti Livornesi (Parco provinciale dei Monti Livornesi)
- Krajinski parki Val di Cornia (Parchi della Val di Cornia)
- Naravni rezervat Padule Orti Bottagone (Riserva naturale Padule Orti Bottagone)
- Naravni rezervat Calafuria (Riserva naturale Calafuria)
- Naravni rezervat Bibbona (Riserva naturale Bibbona)
- Naravni rezervat Isola di Montecristo (Riserva naturale Isola di Montecristo)
- Naravni rezervat Tombolo di Cecina (Riserva naturale Tombolo di Cecina)

## Zgodovinske zanimivosti
V pokrajini Livorno se nahaja tudi Populonia, ki je danes skromno naselje s komaj 20 prebivalci, a je bilo včasih veliko in važno mesto. Ustanovili so ga Etruščani kot pristanišče za Korzičane, ki so jim med drugim dovažali železno rudo iz bogatih ležišč na otoku Elba. Prav velika količina železa, s katerim je Populonia razpolagala, je povzdignila pristanišče v mogočno mesto, ki je že v petem stoletju pr. n. št. bilo popolnoma obzidano. Ob pristanišču se je raztezal obširen mestni predel z obrtniškimi livarnami, kovačnicami in drugimi delavnicami. V času Rimske nadoblasti je bila Populonia glavni dobavitelj železa za vojsko. Ko se je v poznejših stoletjih železarska dejavnost iz še nepojasnjenih razlogov prekinila, je mesto propadlo. Leta 570 so ga Langobardi dokončno uničili. Danes je le obširno arheološko najdišče, med glavnimi spomeniki etruščanske kulture..